# Stanisław Gubiec
Stanisław Gubiec (ur. 10 kwietnia 1942 w Idzikowicach, zm. 4 listopada 2020 w Zabrzu) – polski lekkoatleta, płotkarz.
Największe sukcesy odnosił w biegu na 400 m przez płotki. Wystąpił w tej konkurencji na mistrzostwach Europy w 1966 w Budapeszcie, ale odpadł w półfinale.
Był dwukrotnym mistrzem Polski w biegu na 400 m przez płotki w 1966 i w 1967 oraz wicemistrzem w 1968, a także mistrzem w sztafecie 4 × 400 m w 1973 oraz wicemistrzem w 1968 i 1971.
W latach 1964–1969 wystąpił w  dziewięciu meczach reprezentacji Polski na 400 m przez płotki, bez zwycięstw indywidualnych.
Rekordy życiowe:
- bieg na 200 m – 21,8 (22 lipca 1970, Katowice)
- bieg na 400 m – 48,0 (5 sierpnia 1973, Warszawa)
- bieg na 110 m przez płotki – 15,7 (27 września 1970, Zabrze)
- bieg na 400 m przez płotki – 51,0 (pomiar ręczny, 14 września 1968, Zielona Góra)[5] oraz 51,84 (pomiar elektroniczny, 1 września 1966, Budapeszt)[6]

Był zawodnikiem Górnika Zabrze.